# Psilactis heterocarpa
Psilactis heterocarpa là một loài thực vật có hoa trong họ Cúc. Loài này được (R.L.Hartm. & M.A.Lane) D.R.Morgan miêu tả khoa học đầu tiên năm 1993.